# Jürgen Piepenburg
Jürgen Piepenburg (né le 10 juin 1941 à Schöningsburg) est un ancien joueur et désormais entraîneur de football allemand (est-allemand).

## Biographie
Il a passé toute sa carrière de joueur dans un seul club, le ASV Vorwärts, équipe de RDA, en évoluant tout d'abord au Vorwärts Berlin entre 1963 et 1971. Au total, il joue en tout 236 matchs en DDR-Oberliga, inscrivant 88 buts, ainsi que 11 buts en 22 matchs en Coupe d'Europe, un record pour un joueur est-allemand.